# Grenze zwischen Äthiopien und Kenia
Die Grenze zwischen Äthiopien und Kenia trennt als internationale Landgrenze diese beiden Staaten. Die Länge der Grenze wird mit 861 oder 867 km angegeben. Die Grenze verläuft vom Dreiländereck mit dem Südsudan zum Dreiländereck mit Somalia.

## Geschichte

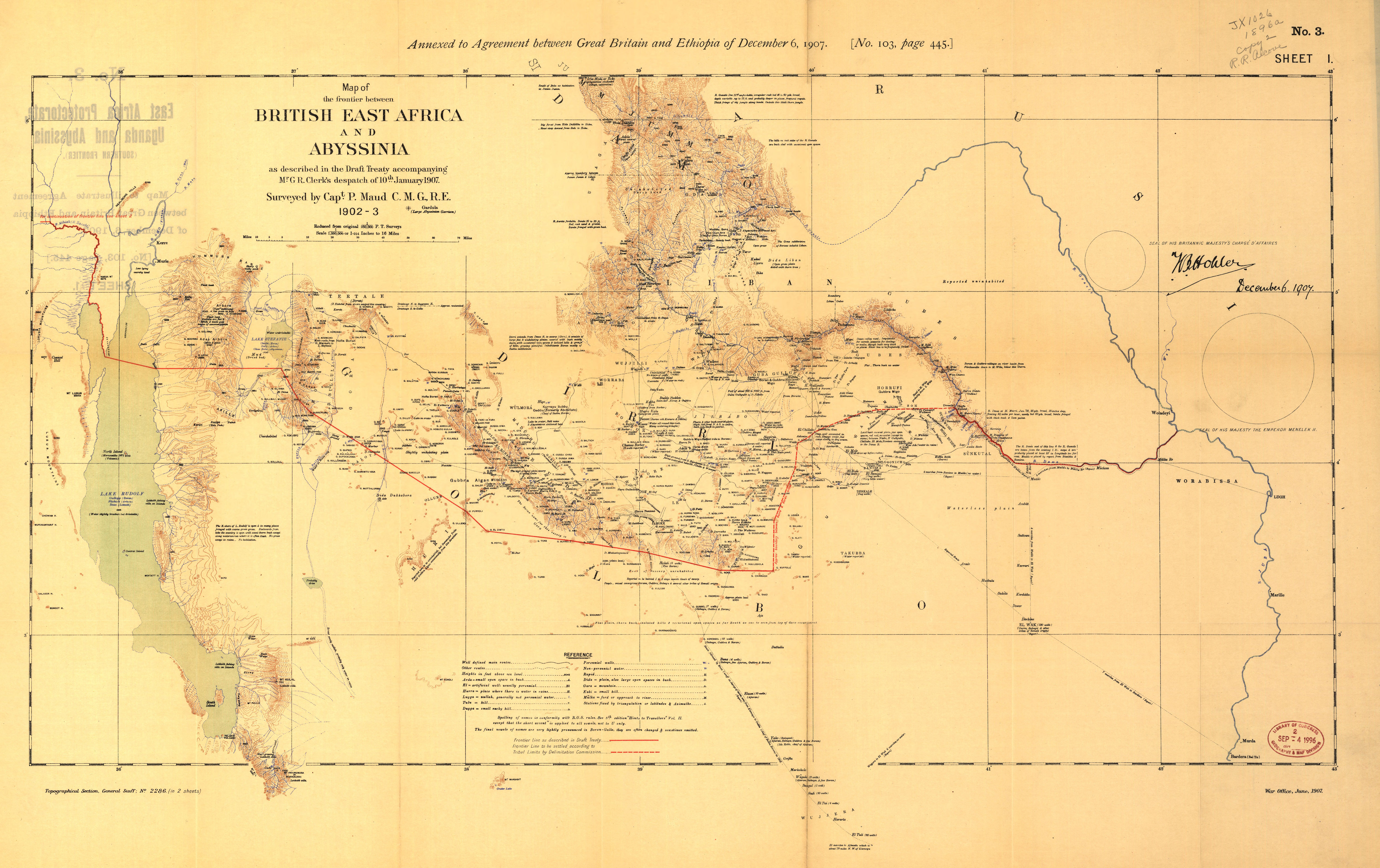
Grenzlinien nach der Vermessung von P. Maud

Die Grenze wurde nach Vermessungen von Captain P. Maud aus den Jahren 1902/03 erstmals am 6. Dezember 1907 in einem äthiopisch-britischen Vertrag (das Vereinigte Königreich übte seit 1895 die Herrschaft über Kenia aus) bestimmt und 1947 genauer festgelegt und bestätigt. Das zuvor britische Kenia erlangte im Dezember 1963 die Unabhängigkeit. Eine erneute Bestätigung der Grenze mit kleineren Modifikationen erfolgte am 9. Juni 1970.  Die Grenzstreitigkeiten zwischen Kenia und dem Südsudan über das Ilemi-Dreieck betrafen die äthiopisch-kenianische Grenze nicht. An der Grenze kommt es immer wieder zu ethnischen Konflikten.

## Grenzverlauf
Die Grenze führt vom Dreiländereck mit dem Südsudan in der Nähe des Turkana-Sees (4°59'24"N, 35°19'48"O) zum Dreiländereck mit Somalia (3°58'48"N, 41°54'0"O). Sie verläuft durch das nördliche Ende des Turkana-Sees (ex Rudolfsee) zunächst nach Osten südlich am See Chew Bahir (früher Lake Stefanie) vorbei, knickt dann nach Südosten ab, wendet sich nach längerem im wesentlichen geradlinigem Verlauf nach Ostsüdosten und führt am durch die Grenze geteilten Moyale (mit Grenzübergang an der Straße von Nairobi nach Addis Abeba) vorbei. Weiter wendet sie sich nach Nordosten, überquert den 4. nördlichen Breitengrad und führt zum Fluss Dawa. Diesem folgt die Grenze, bis sie beim kenianischen Mandera das Dreiländereck mit Somalia erreicht.

## Orte in Grenznähe

### Äthiopien
- Mega
- Moyale
- Cheloago
- Sadi

### Kenia
- Banya Fort
- Sabarei
- Sololo
- Moyale
- Banissa
- Maika-Mari
- Ramu
- Mandera